# Kaj Lindgren
Kaj August Lindgren, född 20 augusti 1908 i Helsingfors, död där 6 mars 1976, var en finländsk lärare och författare.
Lindgren, som var son till telegrafkontorschefen August Lindgren och Hanna Boberg, blev student 1928 samt filosofie kandidat och filosofie magister 1934. Han var vikarie i svenska och historia vid Grankulla samskola 1935–1936, föreståndare för Östra Nylands folkhögskola i Kuggom i Pernå socken 1938–1953 och äldre lektor vid Munksnäs svenska samskola från 1953. Han var biträdande redaktör i Viborgs Nyheter 1928, biträde och vikarie vid Helsingfors stadsbibliotek 1928–1934 samt lärare i svenska och svensk handelskorrespondens vid Helsingfors handelsskola från 1953. Han var vice ordförande i Fredagssällskapet 1934–1938, ordförande för Östra Nylands ungdomsförbund 1938–1945 och i Östra Nylands sång- och musikförbund 1939–1945.

## Diktsamlingar
- Ett blad är vänt (1935)
- Träorgel (1937)
- Brev till mitt hjärta (1940)
- Stig fram vårt land (1943)
- Tall i storm (1944)
- I bågens tid (1948)